# Kvalsund
Kvalsund (en same du nord : Fálesnuorri, en kvène : Valasnuora) est une ancienne municipalité du Comté de Finnmark, dans le nord de la Norvège, qui a donné son nom à la municipalité de Kvalsund .

## Toponymie
En vieux norrois, la commune s'appelait Hvalsund, c'est-à-dire « détroit des baleines ». Le nom same a la même signification.

## Localisation et communications

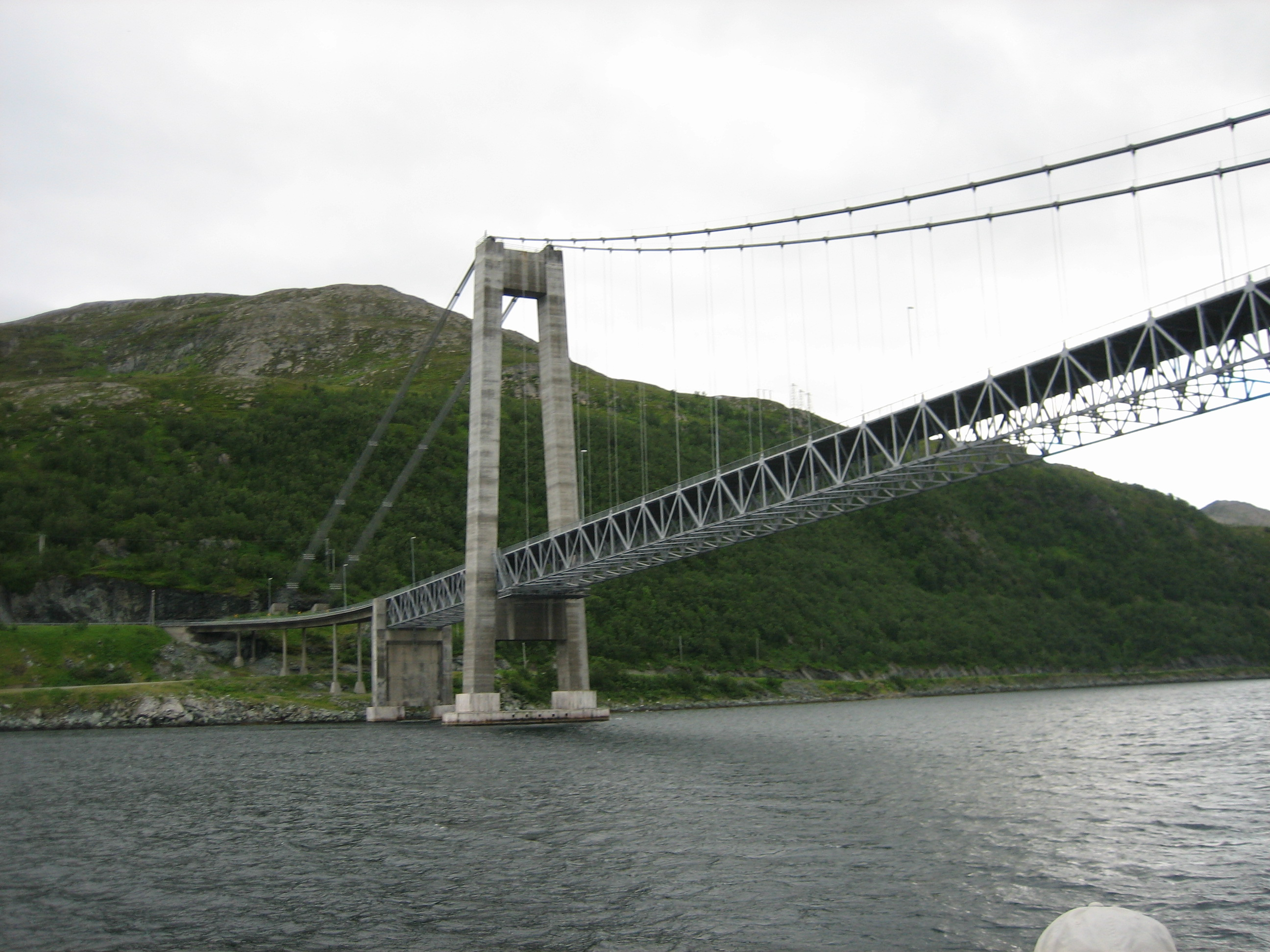
Le pont suspendu de Kvalsundsbrua

Kvalsund est limitrophe avec Porsanger à l'est, Måsøy au sud, Alta au sud-ouest et Hammerfest à l'ouest. Le territoire de la municipalité se situe essentiellement sur le continent, mais inclut aussi partiellement les îles de Kvaløya (Fálá) et Seiland (Sievju). Kvaløya est reliée à la terre ferme par le pont suspendu de Kvalsund (Kvalsundsbrua).
La majorité des habitations sont situées sur le Repparfjord (Riehppovuotna), que longe la route reliant Alta et Hammerfest. Il existe une liaison par autocar entre Kvalsund et ces deux villes.
Les principales agglomérations de la municipalité, outre Kvalsund (Ráhkkerávju) sont : Stállugárgu, Neverfjord (Návvuotna), Revneshamn (Áhpenjárga), Skáidi et Kokelv (Guoikejohka).

## Économie et administration
L'économie est dominée par le secteur primaire, mais il existe aussi quelques activités de services. La population est en lente diminution progressive. La compagnie Nussir ASA a des projets d'exploitation minière à l'est de Steinfjell.
Depuis 2007, le bourgmestre de Kvalsund est Tor Arvid Myrseth (social-démocrate).
Le gouvernement autorise en février 2019 un gros projet de mine de cuivre à proximité de la commune qui portera fortement atteinte à la biodiversité locale

## Faune et flore
Plusieurs localités de Kvalsund sont riches en faune aviaire. Ainsi à Repparfjordbotn il existe une importante colonie de sternes arctiques, et les harles bièvres y sont en grand nombre à l'automne.

## Culture et tourisme

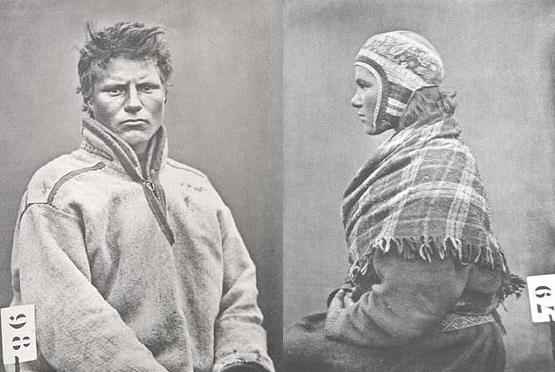
Deux habitants de Kvalsund en costume traditionnel, photographiés par l'ethnologue Roland Bonaparte (1884)

### Culture originelle
Kvalsund a longtemps été exclusivement same, avant que l'immigration norvégienne et kvène n'en fasse une région multiculturelle. Au cours de la période d'assimilation forcée des Sames (qui fut particulièrement dure entre 1850 et 1960), une grande partie de la culture originelle disparut, et notamment le dialecte same spécifique à Kvalsund. Le costume traditionnel (gákti) s'est maintenu dans une certaine mesure ; à Kvalsund il est très particulier, avec des décorations originales au niveau du col (pour les hommes) et des manches (pour les femmes). Il existe un musée des Sames côtiers (Sjøsamer) à Kokelv.

### Festival de Fægstock
Un festival annuel de rock est organisé à Fægfjord (Veaigesvuotna), avec un public en augmentation.

### Villégiature
Kvalsund est l'une des municipalités du Finnmark où l'on trouve le plus de hytter (chalets en bois utilisés comme résidences secondaires, pour le week-end et les vacances), en particulier autour de Skáidi, lieu très prisé par les habitants de Hammerfest. La rivière de Repparfjord est riche en saumons, et il y a de bonnes possibilités d'excursions dans les montagnes entre Sennalandet (Suoidnelakšu) au sud-est, et Vargsundet et Kvalsundet au nord-ouest.